# Juleskibet ankommer
|  | Denne artikel er oprettet af botten Steenthbot ud fra en ekstern database. Den kan derfor have sproglige fejl eller mangler. Denne skabelon kan fjernes efter kontrol af indholdet. |

Juleskibet ankommer er en dansk dokumentarisk optagelse fra 1947.

## Handling
Juleskibet "Gripsholm" ankommer en decembermorgen til Københavns Havn med ca. 250 dansk-amerikanere og dansk-canadiere, som skal hjem og holde jul. Familie og venner står på kajen og tager imod med velkomst-skilte. Der er orkester, flag og faner. Overborgmester H.P. Sørensen byder velkommen.
Ved indsejlingen er "Gripsholm" flankeret af to bugserbåde, til venstre i billedet er det s/s Odin og til højre i billedet er det m/s Gorm.